# Лора Робсон
Лора Робсон (англ. Laura Robson; 21 січня 1994) — британська теністистка, олімпійська медалістка.
Лора народилася в австралійському Мельбурні у родині співробітника нафтової компанії та спортивного тренера, колишньої баскетболістки. Коли Лорі було 18 місяців, її батьки переїхали до Сінгапуру, пізніше, коли Лорі було 6 років, до Лондона. Дівчинка почала займатися в тенісній школі у сім років. У 2007 році вона стала переможницею Віблдонського турніру серед дівчат, була також фіналісткою Відкритого чемпіонату Австралії серед дівчат 2009 та 2010 років. Перший професійний турнір Лора виграла 2008 року. 2012 року Робсон уперше увійшла до чільної сотні рейтингу WTA.
Срібну олімпійську медаль Лора здобула на літніх Олімпійських іграх 2012 в міксті разом із Енді Маррей. У фіналі олімпійського тенісного турніру британська пара поступилася Вікторії Азаренко та Максу Мирному із Білорусі в тайбрейку.

## 2012

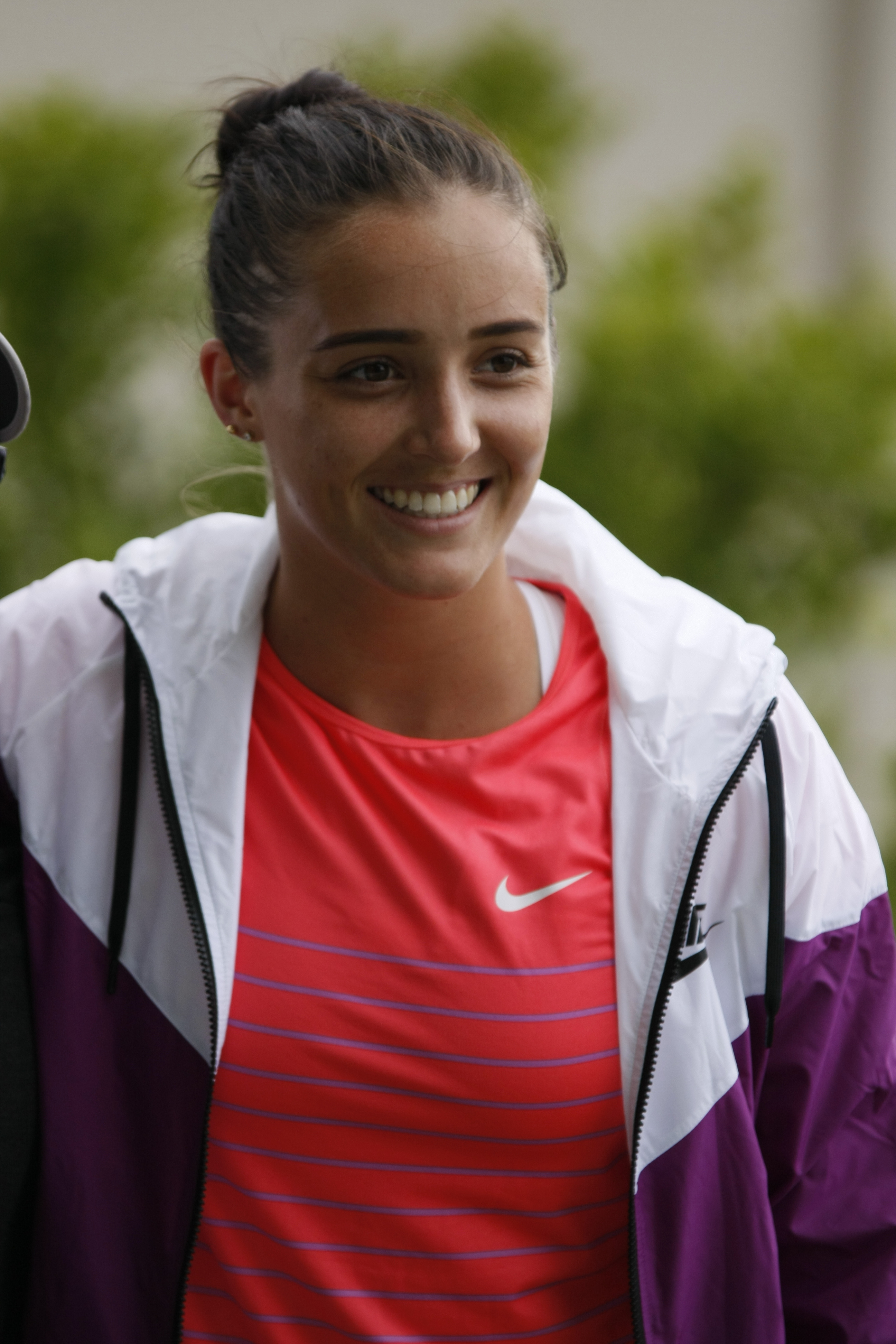
Лора Робсон у 2015

Після срібної медалі на Олімпіаді й завдяки підвищенню рейтингу Лора потрапила в основну сітку Вікритого чемпіонату США без кваліфікаційного турніру. У Нью-Йорку вона перемогла Саманту Кроуфорд 6–3, 7–6 (8–6), а в другому колі колишню чемпіонку Кім Клейстерс 7–6 (7–4), 7–6 (7–5). Для Клейстерс ця гра стала останньою в кар'єрі, а Лора вперше потрапила до четвертого кола турніру Великого шолома, після перемоги над 9 номером посіву Лі На 6-4, 6-7 (5-7), 6-2. У четвертому колі Робсон поступилася Саманті Стосур 4-6, 4-6.

## Виноски
1. ↑  Laura Robson stuns Kim Clijsters in US Open second round. BBC Sport. BBC. 30 серпня 2012. Архів оригіналу за 31 серпня 2012. Процитовано 30 серпня 2012.
2. ↑  US Open: Laura Robson upsets Li Na. Архів оригіналу за 23-07-2013. Процитовано 01-09-2012.